# Schlickenried

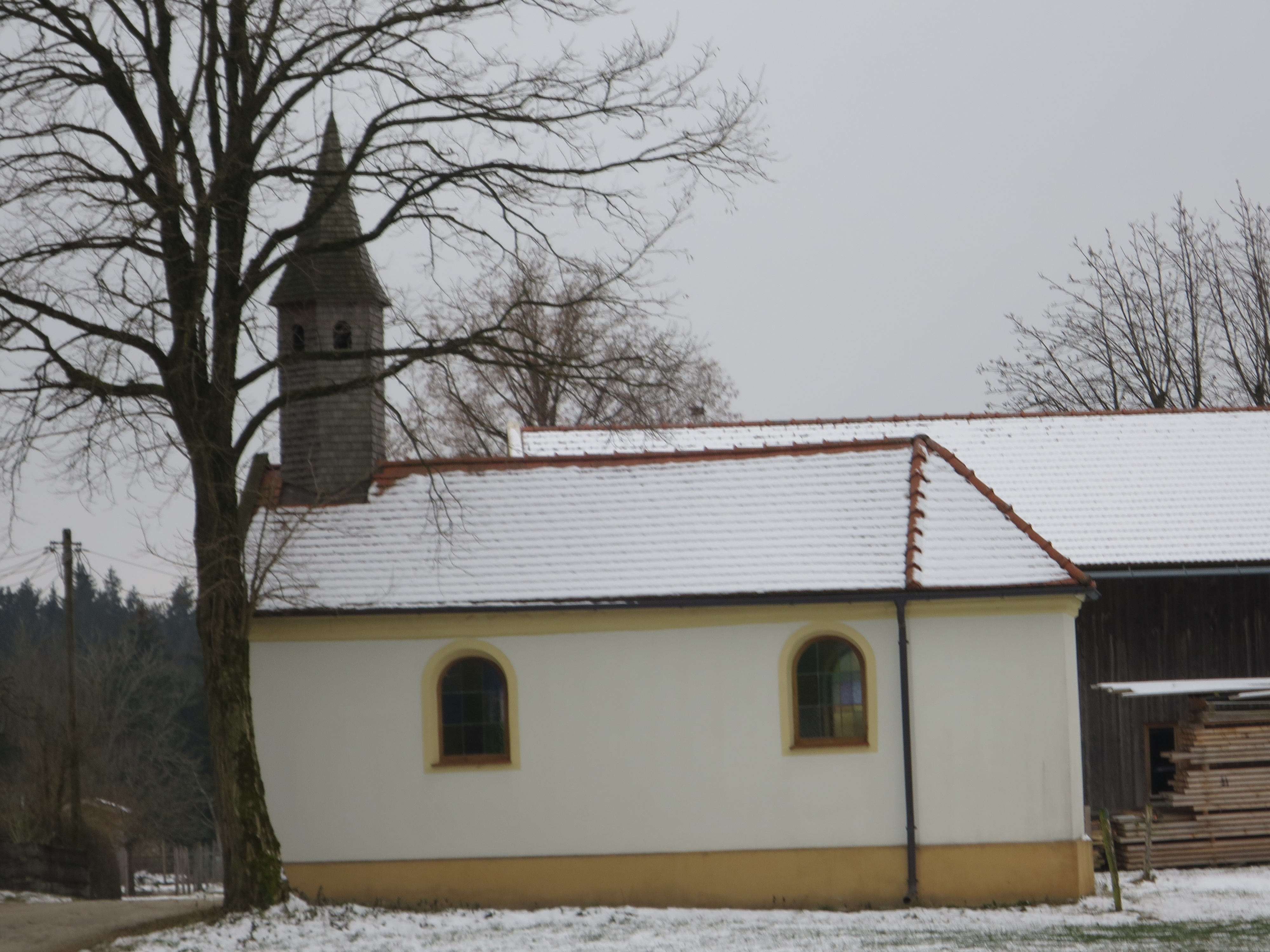
Weilerkapelle Reuth

Schlickenried ist ein Ortsteil der Gemeinde Dietramszell im Landkreis Bad Tölz-Wolfratshausen (Oberbayern).

## Geografie
Der Weiler liegt drei Kilometer nördlich von Dietramszell. 

## Gemeinde
Der Ort gehörte bis 1971 zur Gemeinde Linden, die sich am 1. Januar 1972 mit den Gemeinden Baiernrain, Dietramszell, Föggenbeuern und Manhartshofen zusammenschloss. Die Gemeinde erhielt durch Bürgervotum den Namen Dietramszell. Mit der Auflösung des Landkreises Wolfratshausen kam der Ort am 1. Juli 1972 zum Landkreis Bad Tölz-Wolfratshausen (Namensführung bis 30. April 1973: Landkreis Bad Tölz).

## Einwohner
1871 hatte der Ort 14 Einwohner, bei der Volkszählung 1987 wurden 24 Personen registriert.

## Baudenkmäler
Eingetragene Baudenkmäler bestehen in dem Ort nicht.